# Mị Nguyệt truyện
Mị Nguyệt truyện (tiếng Trung :羋月傳; bính âm: Mǐ Yuè Zhuàn; tiếng Anh: The Legend of Mi Yue) là một bộ phim truyền hình Trung Quốc năm 2015 do Trịnh Hiểu Long đạo diễn dựa trên tiểu thuyết lịch sử cùng tên của Tưởng Thắng Nam. Phim có sự tham gia diễn xuất của Tôn Lệ trong vai nữ chính Mị Nguyệt. Bộ phim được phát sóng 2 tập hàng ngày trên kênh truyền hình Bắc Kinh và Dragon TV từ ngày 30 tháng 11 năm 2015 đến ngày 9 tháng 1 năm 2016.

## Tóm tắt
Bộ phim kể về cuộc đời đầy trắc trở của Mị Nguyệt, nữ chính khách và là người đầu tiên mang tước vị Thái hậu (太后) trong lịch sử Trung Quốc. Mị Nguyệt vốn là một Công chúa nước Sở thời chiến quốc. Tuổi thơ của cô không hề êm đềm sau khi chứng kiến mẹ mình là Hướng Phu nhân rơi vào âm mưu của Uy hậu. Tuy nhiên, cô vẫn có mối quan hệ tốt với Sở Uy Vuơng là cha và Đích công chúa và cũng là chị gái mình là Mị Xu, con của Uy Hậu Sở Uy vương. Vì sự yêu quý, sủng ái mà Sở Uy vương dành cho Hướng phu nhân đã khiến Uy hậu vô cùng căm phẫn, bày đủ cách để hãm hại Hướng phu nhân. Sở Uy vuơng đi chiến đấu xa nhà, Uy hậu bày mưu đưa Hướng Phu nhân ra khỏi cung, gả cho 1 tên vô lại. Hướng phu nhân nhục nhã khôn cùng, mang thai đứa trẻ với tên vô lại, đặt lên là Nguỵ Nhiễm. Sở Uy vuơng thắng trận trở về, bà tự vào cung đầu độc chính mình, trở thành cái cớ nghiêm trọng để phế hậu. 
Sở Uy vương chết. Con của Uy Hậu lên làm vua gọi là Sở Hoài vuơng.
Mị Nguyệt lúc này đã lớn, có tình yêu với người bạn từ thủo thiếu thời là Hoàng Yết.
Uy hậu cùng con nuôi là Mị Nhân hợp sức chia tách Mị Nguyệt và Hoàng Yết bằng cách bảo vua ban hôn cho Hoàng Yết và Mị Nhân. Hoàng Yết không chịu và bỏ nhà đi. Mị Xu được gả cho vua Tần. Nhờ có lòng nhân ái của Mị Xu, Mị Nguyệt được cho theo hầu Mị Xu ở Tần quốc, tránh xa Sở quốc sóng gió. Trên đường đưa dâu sang Tần, đoàn xe dâu bị bộ tộc Nghĩa Cừ cướp. Mị Nguyệt ra tay bảo vệ Mị Xu, mặc áo choàng giả công chúa dụ cướp chạy theo. Và đó cũng là lần đầu tiên nàng gặp Nghĩa Cừ vương Địch Li.
Tần vương sau đó phái Dung Nhuế và Trương Nghi thương nghị cùng với Nghĩa Cừ vương, đem theo sáu trăm xe lương thực đổi lấy nàng.
Về sau Mị Nguyệt bị chèn ép quá nhiều cùng với tình nghĩa với Doanh Tứ, Mị Nguyệt bằng lòng thị tẩm. Mị Nguyệt nhanh chóng mang thai Tắc công tử, nhận được ân sủng của hoàng đế. Tình nghĩa tỷ muội với Mị Xu cũng chấm dứt. Tần vương lao lực chết, Mị Nguyệt bị đưa sang Yên quốc.
Tình cờ nàng gặp lại Nghĩa Cừ vương và Hoàng Yết ở Yên quốc. Hoàng Yết ra sức thuyết phục nàng trở lại Sở quốc. Dung Nhuế và Mạnh Doanh lại khuyên nàng về Tần quốc để dẹp loạn. Mị Nguyệt đành lòng phụ Hoàng Yết, trở lại Tần quốc. Mị Nguyệt gặp rất nhiều rắc rối và lâm vào cảnh tiến thoái lưỡng nan. Nhờ giúp đỡ của Nghĩa Cừ vương, Mị Nguyệt lật ngược tình thế. Nàng lên ngôi Thái hậu của Tần quốc.

## Diễn viên

### Nhân vật chính
- Tôn Lệ vai Mị Nguyệt[2]
  - Sở Quốc công chúa (楚國公主)→ Mị Bát tử (羋八子)→ Tần quốc chất tử chi mẫu (秦國質子之母)→Nghĩa Cừ Vương phi (義渠王妃)→ Tần Tuyên Thái hậu (秦宣太后)
    - Lưu Sở Điềm vai Mị Nguyệt 4-5 tuổi
    - Lý Cảnh Nhi vai Mị Nguyệt 7-8 tuổi
    - Sài Úy vai Mị Nguyệt 12-13 tuổi

  - Con gái yêu quý nhất của Sở Uy vương, do Hướng phu nhân sinh ra. Từ nhỏ Mị Nguyệt đã bị Vương hậu bắt bớ do lời tiên tri của Đường Muội Đường đại nhân. Sau cái chết của Sở Uy vương, Mị Nguyệt bị đưa đến Hoàng lăng để bảo vệ linh cữu của cha mình và chỉ được quay trở về sau khi trưởng thành. Ban đầu, Mị Nguyệt yêu và đồng ý thành thân với Hoàng Yết, một học giả nổi tiếng và là người bạn thân thời thơ ấu, nhưng vì Uy hậu muốn chia rẽ hai người nên Mị Nguyệt đành trở thành đằng nữ sang Tần quốc cùng em gái cùng cha khác mẹ của mình là Công chúa Mị Xu. Về sau Mị Nguyệt vì thân bất do kỷ và cũng bị chèn ép quá nhiều, cộng thêm tình nghĩa với Tần vương Doanh Tứ, nên đã chấp nhận thị tẩm. Mị Nguyệt trở thành Mị Bát Tử. Nàng mang thai công tử Tắc và được hoàng đế vô cùng ân sủng. Nhưng tình nghĩa tỷ muội giữa nàng và Mị Xu từ đó chấm dứt. Sau khi Tần Huệ Văn vương Doanh Tứ qua đời, Mị Nguyệt, Doanh Tắc, Quỳ cô cùng với Hương Nhi, Huệ Nhi bị đưa sang Yên quốc làm chất tử sống một cuộc sống khó khăn. Sau cái chết của Doanh Đảng, con trai duy nhất của Huệ hậu, Mị Nguyệt kết hôn với Địch Li, thủ lĩnh của Nghĩ Cừ quân. Với sự giúp đỡ từ Địch Li và người Nghĩa Cừ, Mị Nguyệt đã thành công lật ngược tình thế, đưa con trai mình là Doanh Tắc lên ngôi Tần vương và bản thân được xưng là Thái hậu.
- Lưu Đào vai Mị Xu
  - Sở Quốc công chúa (楚國公主)→ Tần Quốc Vương hậu (秦國王后)→ Tần Huệ Văn hậu (秦惠文后)
    - Lý Ni Ni vai Mị Xu 6 tuổi
    - Hách Di Lâm vai Mị Xu 8 tuổi

  - Con gái của Sở Uy vương, do Vương hậu sinh ra. Ban đầu, Mị Xu là một cô gái dịu dàng và tốt bụng, rất thân thiết với Mị Nguyệt. Mị Xu đã yêu Tần vương Doanh Tứ ngay từ cái nhìn đầu tiên, trùng hợp thay, Doanh Tứ cũng sang nước Ngụy để hỏi cưới Công chúa nước Sở, vậy nên Mị Xu đã thành thân với Doanh Tứ như đúng tâm nguyện. Sau khi trở thành Vương hậu nước Tần, Mị Xu không được sủng ái nhưng vẫn sinh ra Doanh Đảng, sau này là Tần Vũ vương. Vì Mị Nguyệt và Doanh Tắc ngày càng được Doanh Tứ sủng ái đã khiến Mị Xu ghen tị và tìm mọi cách để đối phó với Mị Nguyệt và con trai của cô. Mối quan hệ chị em của họ sau đó tan vỡ sau khi Mị Nguyệt tiết lộ âm mưu hãm hại của Mị Xu. Sau cái chết của Tần Huệ Văn vương, Mị Xu được phong làm Huệ hậu và trục xuất Mị Nguyệt cùng con trai đến nước Yến làm con tin, đồng thời sắp xếp những sát thủ và người dân địa phương để hãm hại họ. Doanh Đảng chết, Mị Xu đã cố gắng giúp con nuôi của mình là Công tử Hoa lên ngôi và tạo ra sự hỗn loạn trong triều đình nhưng cuối cùng thất bại và bị Thái hậu quản thúc tại gia. Dành phần đời còn lại của mình tại Thanh Lương điện (清涼殿) dưới sự giám sát liên tục.
- Mã Tô vai Ngụy Diễm
  - Ngụy phu nhân (魏夫人)
  - Một phu nhân đến từ nước Ngụy, em gái của Tiên Vương hậu, Vương hậu đầu tiên của Tần Huệ Văn vương. Tham vọng, nham hiểm và xảo quyệt, luôn muốn trở thành Vương hậu nước Tần để đưa con trai trở thành vị vua tiếp theo. Luôn cố ý nhắm vào Mị Nguyệt và Mị Xu. Cuối cùng bà qua đời tại Ung Thành.
- Phương Trung Tín vai Doanh Tứ
  - Công tử Tứ (公子絲)→ Thái tử (太子)→ Tần vương (秦王)→ Tần Huệ Văn vương (秦惠文王)
  - Một vị vua có tầm nhìn xa và giàu lòng nhân ái. Vô cùng yêu thích Mị Nguyệt. Cha của Doanh Tắc, Doanh Đảng và Doanh Hoa.
- Hoàng Hiên vai Hoàng Yết
  - Sở công tử Xuân Thân quân (楚公子 春申君)
    - Cố Hạo Phong vai Hoàng Yết 10 tuổi
    - Đinh Nam vai Hoàng Yết 15-16 tuổi

  - Đệ tử của Khuất Nguyên, thư đồng của Thái Tử Mị Hoành. Là người trung thành với quê hương. Hoàng Yết vốn là mối tình đầu, cũng là thanh mai trúc mã của Mị Nguyệt. Anh vô tình rơi xuống vách đá để cứu cô ngay khi họ chuẩn bị bỏ trốn và tạm thời mất trí nhớ, vì vậy mà cả hai đã bỏ lỡ nhau. Mị nguyệt với Yến quốc trong lúc đó từng xuất thủ tương trợ. Theo Mị Hoành đến nước Tần làm con tin, sau lại phò trợ Mị Hoành đăng cơ.  Nhiều năm sau, một học giả trẻ trông giống anh tên là Ngụy Sử Phu.
- Cao Vân Hương vai Địch Li
  - Nghĩa Cừ vương (義渠王)→ Nghĩa Cừ quân (義渠君)
  - Thủ lĩnh của Nghĩa Cừ và là phu quân thứ hai của Mị Nguyệt - cha của Doanh Phất. Nguyên có xưng hào Nghĩa Cừ vương, sau quy hàng Tần quốc cải thành Nghĩa Cừ quân. Xem Mị Nguyệt là tình yêu cả đời, cam nguyện vì Mị Nguyệt chịu đựng vu cổ thống khổ. Vì Doanh Tắc không thích. Nghĩa Cừ cùng Tần quốc xung đột ngày càng sâu sắc liền rời khỏi Tần cung. Sau mượn việc Hổ Uy tự sát mà mang quân xâm nhập Tần cung, cuối cùng bị Mông Ngao lấy tiễn bắn chết, để lại Mị Nguyệt đau buồn và ốm yếu trong nhiều tháng và già đi nhanh chóng sau đó.

### Nhân vật phụ

#### Nước Sở
- Triệu Văn Tuyên vai Sở Uy vương
  - Người cai trị nước Sở và là cha của Mị Hòe, Mị Nhân, Mị Xu, Mị Nguyệt, Mị Nhung. Khi trở về cung sau chiến tranh, ông biết được Vương hậu gài bẫy khiến Hướng phu nhân bị đuổi khỏi cung. Ông vô cùng tức giận và tuyên xử tử Vương hậu nhưng quá tức giận với Mị Hòe khiến ông đột ngột qua đời.
- Khương Hoành Ba vai Sở Uy hậu
  - Sở Quốc Vương hậu (楚國王后)→ Sở Uy hậu (楚威后)
  - Vương hậu của Sở Uy vương, mẫu thân của Sở Hoài vương Mị Hòe và Tần Huệ Văn hậu Mị Xu, dưỡng mẫu của Mị Nhân.
- Lý Bội Lôi vai Đại Mạo
  - Một thị nữ cận thân của Sở Uy hậu, sau tùy giá theo Mị Xu đến nước Tần, luôn đề phòng Mị Nguyệt. Bà bị hành quyết sau khi cố gắng hại chết Mị Nguyệt khi sinh Doanh Tắc.
- Tưởng Hân vai Cử Cơ
  - Trước đây là Cử Quốc Công chúa (莒國公主), sủng phi của Sở Uy vương và là mẹ nuôi của Mị Nguyệt và Mị Nhung. Sau cái chết của Sở Uy vương, cô đã treo cổ tự tử để bảo vệ Mị Nguyệt, Mị Nhung khỏi cái chết.
- Tôn Thiến vai Hướng thị
  - Hướng phu nhân (向夫人)→ Hướng phi (向妃)
  - Là thị nữ hồi môn của Cử Cơ. Mẹ ruột của Mị Nguyệt, Mị Nhung và Ngụy Nhiễm. Cô bị Vương hậu gài bẫy đuổi ra khỏi cung, bị cưỡng hiếp và sinh ra Ngụy Nhiễm. Sau khi được Sở Uy vương đưa về cung, biết mình sẽ không sống được bao lâu nên đã gài bẫy Vương hậu bằng cách bỏ độc vào bình rượu của Vương hậu và tự mình uống nhằm giá họa cho Vương hậu.
- Tỉnh Tinh Văn vai Quỳ Cô
  - Vốn là thị nữ của Cử Cơ, sau theo Mị Nguyệt đến nước Tần. Quỳ Cô chết trong thời gian Mị Nguyệt ở nước Yên vì đã cứu Doanh Tắc khỏi hỏa hoạn.
- Điền Nhất Hi vai Trân Châu
  - Thị nữ thân cận của Mị Xu.
- Lưu Tử Hạc vai San Hô
  - Thị nữ thân cận của Mị Xu, sau này tự sát vì sự cố ong sát thủ.
- Nhậm Hàm vai Lục La
  - Thị nữ của Mị Xu, tâm địa thuần lương. Lại bởi vì sự tình của Mị Xu cùng Tần Vương mà bị đánh chết
- Tào Chinh vai Mị Hòe
  - Sở Thái tử (楚太子)→ Sở vương (楚王)→ Sở Hoài vương (楚怀王)
  - Con trai của Sở Uy vương cùng Uy hậu và là anh trai của Mị Xu. Dù biết mẹ ghét Mị Nguyệt nhưng thỉnh thoảng anh vẫn lên tiếng thay bà.
- Từ Phạm Khê vai Mị Nhân
  - Sở Quốc Công chúa (楚國公主)→ Yến quốc quốc tướng phu nhân" (燕國國相夫人)
    - Tôn Thần Hi vai Mị Nhân 8 tuổi

  - Con gái của Sở Uy vương và Tề Quốc Công chúa, sau này trở thành vợ của Quách Ngỗi. Trong thời gian Mị Nguyệt ở Yến quốc, Mị Nhân đã nhiều lần gài bẫy, cố gắng đầu độc Mị Nguyệt nhưng kế hoạch thất bại, sau đó Mị Nhân bị quốc tướng Quách Ngỗi hạ độc chết.
- Dư Tư Quỳnh vai Lăng Nhi
  - Thị nữ thân cận của Mị Nhân, tâm địa thiện lương, nhiều lần trợ giúp Mị Nguyệt tại Yến quốc, là người vạch trần tội ác của Mị Nhân.
- Viên Chí Bác vai Trịnh Tụ
  - Nam hậu (南后)
  - Vương hậu của Hoài Vương, thường xuyên bất đồng quan điểm với Uy hậu, biết rằng Uy hậu ghét Mị Nguyên nên cố tình giúp đỡ Mị Nguyệt rất nhiều.
- Lư Oánh vai Liên Nhi
  - Thị nữ của Nam hậu
- Hà Đô Quyên vai Ngụy mỹ nhân
  - Ngụy mỹ nhân (魏美人)
  - Mỹ nhân được nước Ngụy dâng lên cho Hoài Vương. Cư trú ở Chương Hoa đài (章華台). Nhẹ nhàng và giản dị, không mưu mô, giỏi xua tan buồn phiền, cô kết bạn với Mị Nguyệt. Do không nghe lời khuyên đề phòng Nam hậu của Mị Nguyệt, dẫn đến việc Hoài Vương cắt mũi cô. Sau đó cô đã tự sát.
- Lý Hoằng Lương vai Mị Nhung
  - Sở Quốc công tử (楚國公子)→ Hoa Dương quân (華陽君)→ Tân Thành quân (新城君)
    - Lý Khánh Dự vai Mị Nhung 2 tuổi
    - Lý Trạch Khải vai Mị Nhung 7-8 tuổi
    - Lâu Tử Huyễn vai Mị Nhung 11-12 tuổi

Con trai của Sở Uy vương và Hướng phu nhân, cũng là em trai của Mị Nguyệt, sau khi Mị Nguyệt sang nước Tần, Mị Nhung một mình ở lại Sở cung.
- Tô Hàng vai Mị Hoành
  - Sở Thái tử (楚太子)→ Sở vương (楚王)
    - Ngô Bách Lâm vai Mị Hoành 13 tuổi
    - Chu Kỳ vai Mị Hoành 16 tuổi

  - Con trai của Sở Hoài vương, Sở Quốc thái tử
- Lưu Tâm Ngọc vai Sở Quốc Tiểu Công chúa (楚国小公主)
- Tổ Phong vai Khuất Nguyên
  - Sở quốc Tể tướng, sư phụ của Hoàng Yết và Mị Nguyêth, phụ tá Sở Uy vương cùng Sở Hoài vương.
- Khương Phong vai Cận Thượng
  - Sở quốc Tể tướng, tâm phúc của Trịnh Tụ, cùng Khuất Nguyên đối lập, là người tham lam hèn hạ.
- Sư Xuân Linh vai Nữ Y Chí
  - Đệ tử của Biển Thước, với tài y thuật siêu việt và trái tim nhân hậu. Cô tùy giá khi Mị Xu kết hôn và sống ở Tần. Sau khi Doanh Đảng qua đời, khi tình hình chính trị còn chưa ổn định, cô lên núi lấy thuốc nhưng lại bị quân phản loạn giết chết.
- Trịnh Nghiệp Thành vai Tống Ngọc
  - Một nhà thơ nước Sở
- Lưu Dịch Quân vai Đường Muội
  - Nhà chiêm tinh tiên đoán thuyết "bá tinh", nhưng Hướng phu nhân lại sinh con gái thay vì con trai nên Sở Uy vương tức giận móc mắt ông. Về sau ông ấy đã chết để cứu Mị Nguyệt.

#### Nước Tần
- Thái Văn Diễm vai Doanh phu nhân
  - Doanh phu nhân (嬴夫人)
  - Mẹ nuôi của Mạnh Doanh, tỷ tỷ của Doanh Tứ. Ban đầu là thái tử phi của nước Ngụy nhưng bí mật giúp nước Tần thắng trận nên bị phu quân (người cai trị hiện tại của nước Ngụy) ly dị và đày ải. Sống ở ngoại ô phía bắc Tần cung. Doanh phu nhân có giao hảo với Dung Nhuế và giữ di chiếu cho Tần Huệ Văn vương Doanh Tứ. Sau Mị Xu muốn bà giao ra di chiếu nên đã phóng hỏa biệt cung của bà, bà cũng bỏ mạng trong đó.
- Tống Giai Luân vai Doanh Tật (Sư Lý Tật 樗里子)
  - Anh trai cùng cha khác mẹ của Doanh Tứ. Là người không có ham muốn tranh giành ngai vàng nên được Tần Huệ Văn vương vô cùng tin tưởng. Sau phò anh ấy hỗ trợ Doanh Đãng và Doanh Tắc.
- Tiểu Huy vai Đường phu nhân
  - Đường phu nhân (唐夫人)
  - Xuất thân từ nước Đường, là người có thâm niên sâu nhất trong hậu cung của Doanh Tứ, từng là thiếp của Doanh Tứ từ khi anh vẫn còn là thái tử. Tính tình Tốt bụng và trung thực, cô là tỷ muội tốt của Mị Nguyệt và là mẹ của Doanh Huân.
- Đào Tuệ vai Quắc mỹ nhân
  - Quắc mỹ nhân (虢美人)
  - Xuất thân từ nước Quắc, nàng nổi tiếng xinh đẹp trong số các phi tần trong hậu cung nhưng tính cách lại ngây ngô, dễ bị người khác xúi giục. Sau vì muốn gài bẫy Mị Xu mà vô tình treo cổ tự tử.
- Ân Húc vai Vệ lương nhân
  - Vệ lương nhân (卫良人)
  - Xuất thân từ nước Vệ, bà là mẹ của Doanh Phong và Doanh Trì. Là người thông minh và lanh lợi, cô là một trong những người tỷ muội tốt của Mị Nguyệt trong Tần cung.
- Lan Hy vai Phàn trường sử
  - Phàn thiếu sử (樊少使)→ Phàn trường sử (樊長使)
  - Xuất thân từ nước Ngụy, Phàn trường sử là mẹ của Doanh Thông. Tính cách rụt rè và sợ hãi và có giao hảo với Mị Nguyệt. Sau khi con trai tự sát, trước mặt vua Doanh Tứ, lần đầu tiên cô vạch trần kế hoạch vụ ong sát thủ của Mị Xu. Sau khi Tần Huệ Văn vương Doanh Tứ mất, biết rằng Mị Xu sẽ không để mình sống nên cô đã tự sát.
- Ngụy Nhất vai Ngụy trường sử
  - Ngụy thiếu sử (魏少使)→ Ngụy trường sử (魏長使)
  - Em gái kết nghĩa của Ngụy phu nhân Ngụy Diễm, mẹ của Doanh Tráng. Là người nham hiểm, độc ác luôn tuân theo mệnh lệnh của Ngụy Diễm và có thái độ thù địch với Mi Xu. Cô đã tự sát để bảo vệ Ngụy phu nhân.
- Trần Sở Nguyệt vai Hương Nhi
  - Thị nữ thân cận của Mị Nguyệt.
- Thẩm Vũ vai Huệ Nhi
  - Thị nữ thân cận của Mị Nguyệt.
- Trương Nhiễm Di vai Thải Lục
  - Cung nữ của Vệ Lương nhân.
- Từ Bách Hủy vai Mạnh Chiêu phu nhân
  - Cháu gái của Lệnh doãn Chiêu Dương nước Sở và là cung nữ của Mị Xu. Là người nông cạn tùy tiện, âm thầm cùng Ngụy phu nhân cấu kết, sau bị Doanh Tứ ban chết.
- Lưu Dịch Hoành vai Cảnh phu nhân
  -     - Kim Tử vai cô gái Cảnh thị hồi trẻ

  - Sinh ra trong một gia đình nghèo, thị nữ của Mị Xu.
- Trì Giai vai Doanh Hoa
  - Công tử Hoa (公子華)
  - Trưởng tử của Tần Huệ Văn vương do Ngụy phu nhân Ngụy Diễm sinh ra. Sau đó ông dẫn đầu binh lính nổi dậy tranh giành ngai vàng nhưng thất bại, cuối cùng bị Mị Nguyệt xử trảm.
- Bảo Lạc Quân vai Doanh Khôi
  - Công tử Khôi (公子恢)
  - Một trong những công tử bị Doanh Hoa giết trong thời kỳ hỗn loạn.